# Paralimnophyes hydrophilus
Paralimnophyes hydrophilus är en tvåvingeart som först beskrevs av Maurice Emile Marie Goetghebuer 1921.  Paralimnophyes hydrophilus ingår i släktet Paralimnophyes och familjen fjädermyggor. Inga underarter finns listade i Catalogue of Life.